# رومرز سفلی
رومرز سفلی، روستایی از توابع بخش مرکزی شهرستان جیرفت در استان کرمان ایران است.

## جمعیت
این روستا در دهستان اسلام‌آباد قرار دارد و براساس سرشماری مرکز آمار ایران در سال ۱۳۸۵، جمعیت آن ۲۳۴ نفر (۴۷خانوار) بوده‌است.